# Sorano
Sorano là một đô thị (comune) ở tỉnh Grosseto, vùng Toscana của Ý.